# Renault Type T

Renault Type T Tonneau (1904)

Der Renault Type T war ein frühes Personenkraftwagenmodell von Renault. Er wurde auch 7 CV genannt.

## Beschreibung
Die Präsentation des Modells fand im Dezember 1903 auf dem Pariser Automobilsalon statt. Es löste den Renault Type R ab. Die staatliche Zulassungsbehörde erteilte am 9. Februar 1904 die Zulassung. Im gleichen Jahr endete die Produktion. Zunächst gab es keinen Nachfolger.
Ein Einzylindermotor mit 100 mm Bohrung und 110 mm Hub leistete aus 864 cm³ Hubraum 7 PS. Dies war der letzte Einzylindermotor in einem Renault. Der seitlich montierte Wasserkühler hatte neun Kühlelemente. Die Motorleistung wurde über eine Kardanwelle an die Hinterachse geleitet. Die Höchstgeschwindigkeit war je nach Übersetzung mit 31 km/h bis 51 km/h angegeben.
Bei einem Radstand von 230 cm war das Fahrzeug 340 cm lang und 150 cm breit. Das Fahrgestell wog 540 kg, das Komplettfahrzeug 900 kg. Zur Wahl standen Tonneau und Phaeton.
Der Preis betrug im Dezember 1903 5500 Franc.
Das Auktionshaus H&H Classics Limited versteigerte am 16. Juni 2012 einen Tonneau für 65.000 Pfund. Seine Motorleistung ist mit 9 PS angegeben. Das Auktionshaus Bonhams versteigerte am 2. November 2018 einen weiteren Tonneau von 1904 für 75.900 Pfund Sterling. Ein Tonneau steht in der Cité de l’Automobile in Mülhausen.